# Villarejo-Periesteban
Villarejo-Periesteban es un municipio español perteneciente a la provincia de Cuenca, en la comunidad autónoma de Castilla-La Mancha. Tiene una población de 377 habitantes (INE 2024).

## Geografía
El municipio tiene un área de 33,43 km².
| Noroeste: Zafra de Záncara | Norte: Altarejos                | Nordeste: Altarejos                 |
| Oeste: Zafra de Záncara    |                                 | Este: San Lorenzo de la Parrilla    |
| Suroeste: Villares del Saz | Sur: San Lorenzo de la Parrilla | Sureste: San Lorenzo de la Parrilla |

## Historia
A mediados del siglo XIX, la villa tenía contabilizada una población de 151 habitantes. Aparece descrita en el decimosexto volumen del Diccionario geográfico-estadístico-histórico de España y sus posesiones de Ultramar de Pascual Madoz de la siguiente manera:

VILLAREJO PERIESTEBAN: v. con ayunt. en la prov., dióc. y part. jud. de Cuenca (5 leg.), aud. terr. de Albacete (18), y c. g. de Castilla la Nueva (Madrid 20): sit. en el centro de un valle muy ameno por los muchos árboles y viñas de que está poblado; su clima es algo frio, bien ventilado y poco propenso á enfermedades. Consta de 36 casas de pobre construccion; una escuela de primeras letras concurrida por 30 niños y dotada con 100 rs. y la retribucion de los discípulos: para surtido de los vecinos hay 2 fuentes fuera de la pobl; la igl. parr. aneja de la de Cervera, está servida por un teniente. El térm. confina por N. con Valdecolmenas de Arriba; E. Valmelero; S. Cabrejas, y O. Villar del Horno: su terreno formado de cañadas y valles y medianamente productivo: los caminos son locales y malos. prod.: trigo, cebada, centeno, avena, garbanzos, guijas, judias, patatas, frutas y vino; la cosecha de trigo no alcanza para el consumo; no asi la de vino que es de alguna consideracion; se cria ganado lanar, cabrio y vacuno; y caza de liebres, perdices y conejos. ind.: la agrícola. comercio: la venta del sobrante de sus prod. pobl.: 38 vec., 151 alm. cap. prod.: 676,440 rs. imp.: 33,822: el presupuesto municipal asciende á 1,100 rs. y se cubre con atbitrios del comun de vecinos.
(Madoz, 1850, pp. 261-262)

## Demografía
Villarejo Periesteban cuenta con una población de 377 habitantes (INE 2024).
| Gráfica de evolución demográfica de Villarejo Periesteban entre 1842 y 2021                                                                                                   |
| |
| Población de derecho según los censos de población del INE Población de hecho según los censos de población del INEEn este censo se denominaba Villarejo de Periesteban: 1842 |

## Símbolos
El escudo heráldico y la bandera que representan al municipio fueron aprobados en 2003. El blasón que define al escudo es el siguiente:

Escudo medio partido y cortado. Uno, de plata, cruz de Santiago de gules; dos, de gules cruz papal de Oro; tres, de sinople, cabrio invertido de plata, acompañado de haz de tres espigas de oro. Al timbre la corona real cerrada.
Diario Oficial de Castilla-La Mancha n.º 15 de 27 de marzo de 1998

La descripción textual de la bandera es la siguiente:

Bandera rectangular, de proporciones 2/3, formada por tres franjas horizontales iguales, blanca la superior, roja la central y amarilla la inferior.
Diario Oficial de Castilla-La Mancha n.º 15 de 27 de marzo de 1998